# Coenosia enormis
Coenosia enormis este o specie de muște din genul Coenosia, familia Muscidae, descrisă de Albuquerque în anul 1956. Conform Catalogue of Life specia Coenosia enormis nu are subspecii cunoscute.